# Diepoltsried
Diepoltsried ist ein Ortsteil der Stadt Rötz im Landkreis Cham des Regierungsbezirks Oberpfalz im Freistaat Bayern.

## Geografie
Diepoltsried liegt 2,6 Kilometer östlich der Bundesstraße 22, 2 Kilometer nordwestlich der Staatsstraße 2150 und 4 Kilometer nördlich von Rötz. Die Ortschaft liegt zwischen dem Steinbach im Osten und dem Zettlbach im Westen. Nördlich von Diepoltsried erhebt sich der 546 Meter hohe Güttenberg.

## Geschichte
Die Ortsnamenforschung kennzeichnet die auf -ried (auch: -reuth, -rieth) endenden Ortsnamen ebenso wie die auf -grün endenden als Ortsnamen der Rodungszeit im 13. und 14. Jahrhundert. Der Ortsname kennzeichnet Diepoltsried  als eine Rodesiedlung eines Diepold.
Diepoltsried (auch: Dipoldsriut, Dyepolczrewt, Diepolltzried, Diepoltzrieth, Diepoltßriedt, Diepolzriedt, Diepoltsrieth) wurde 1194 erstmals schriftlich erwähnt.
Im 12. Jahrhundert lag Diepoltsried im Einflussbereich der Altendorfer-Leonberger, die in Diepoltsried Lehen hatten.
In einer Urkunde von 1194 erschien Rapoto de Dipoldsriut als Zeuge einer Schenkung zugunsten des diepoldingischen Hausklosters Reichenbach. Diepoltsried war wohl ein früher Stützpunkt der Diepoldinger. Eine weitere urkundliche Erwähnung von Diepoltsried stammt aus dem Jahr 1261. Hierbei handelt es sich um eine Schenkung an das Kloster Schönthal.
1298 erließ Reynboto de Swartzenburch die Lehenspflicht auf seine Güter in Diepoltsried zugunsten des Klosters Schönthal.
Im Verzeichnis der Erträge des Klosters Schönthal von 1429 wurde Diepoltsried aufgeführt.
1505 wurde Diepoltsried erwähnt. 1522 erschien es mit 7 Amtsuntertanen und einem öden Gütlein zum Amt Rötz zugehörig. Im Jahr 1522 gehörten Untertanen in Diepoltsried zum Kastenamt Rötz. In einem Verzeichnis von 1588 wurden für Diepoltsried 5 Höfe, 1 Gut, 2 Sölden und Mannschaften als zur Frais Schwarzenburg gehörig aufgeführt.
1622 gab es dort 1 Mühle und 8 Mannschaften. In den Steuerunterlagen des Pflegamts und der Stadt Rötz von 1630 wurde das Amt Rötz in Viertel eingeteilt. Diepoltsried gehörte zum 2. Viertel. Es hatte 5 Höfe, 1 Mühle mit Gütl, 1 Gütl, 1 Söldengütl, 1 Inwohner, 1 Hütmann, 1 Schäfer.
1808 hatte Diepoltsried 11 Anwesen, 3 Anwesen grundbar zum Kloster Schönthal, 1 Hirtenhaus zusammen mit Güttenberg, 1 Zehentstadel zum Rentamt Waldmünchen gehörig, 1 Mühle und 1 Weber.
1808 wurde die Verordnung über das allgemeine Steuerprovisorium erlassen. Mit ihr wurde das Steuerwesen in Bayern neu geordnet und es wurden Steuerdistrikte gebildet. Dabei wurde Diepoltsried Steuerdistrikt. Der Steuerdistrikt Diepoltsried bestand aus den Dörfern Diepoltsried, Fahnersdorf und den Weilern Güttenberg und Hermannsbrunn.
1820 wurden im Landgericht Waldmünchen Ruralgemeinden gebildet. Dabei wurde Diepoltsried mit 21 Familien Ruralgemeinde. Zur Ruralgemeinde Diepoltsried gehörten die Dörfer Diepoltsried mit 13 Familien und Güttenberg mit 6 Familien sowie die Einöde Blabmühle mit 2 Familien.
Anfang der 1920er Jahre tauchten Gerüchte auf, dass das Bezirksamt Waldmünchen aufgelöst würde. Wegen dieser Gerüchte beantragten mehrere Gemeinden, darunter auch Diepoltsried, ihre Umgliederung in das Bezirksamt Neunburg. Als klar wurde, dass das Grenzland-Bezirksamt Waldmünchen weiter bestehen würde, wurden diese Anträge zurückgezogen.
1978 wurde die Gemeinde Diepoltsried nach Rötz eingegliedert.
Diepoltsried gehört zur Pfarrei Heinrichskirchen, früher Pfarrei Rötz, Filiale Heinrichskirchen. 1997 hatte Diepoltsried 65 Katholiken.

## Einwohnerentwicklung ab 1820
| Jahr | Einwohner   | Gebäude |
| ---- | ----------- | ------- |
| 1820 | 13 Familien | k. A.   |
| 1838 | 88          | 11      |
| 1861 | 83          | 29      |
| 1871 | 68          | 65      |
| 1885 | 73          | 13      |
| 1900 | 71          | 10      |
| 1913 | 59          | 10      |

| Jahr | Einwohner | Gebäude |
| ---- | --------- | ------- |
| 1925 | 64        | 10      |
| 1950 | 85        | 12      |
| 1961 | 86        | 14      |
| 1970 | 86        | k. A.   |
| 1987 | 60        | 16      |
| 2011 | 50        | k. A.   |

## Denkmalschutz
Südöstlich von Diepoltsried zieht sich ein langgestrecktes mittelalterliches und frühneuzeitliches Goldabbaurevier mit Gruben, Gräben und Halden bis zum Hörndlholz und zum Föhret. Am Westrand des südöstlich von Diepoltsried gelegenen Eisenholzes befindet sich eine mesolithische Freilandstation.